# ヘキサクロロ白金(IV)酸ナトリウム
ヘキサクロロ白金(IV)酸ナトリウム（ヘキサクロロはっきんよんさんナトリウム、英: Sodium hexachloroplatinate(IV)）は、ヘキサクロロ白金(IV)酸のナトリウム塩である。組成式Na
2[PtCl
6]であらわされる無機化合物であり、ナトリウムカチオンとヘキサクロロ白金(IV)酸アニオンからなる。無水ヘキサクロロ白金(IV)酸ナトリウムは黄色を呈するが、湿った空気中ではオレンジ色の6水和物を生じる。6水和物は110 °Cで熱することにより脱水できる。
最も使用量の多い用途は195Pt-NMR分光法における化学シフト基準物質である。すなわち、溶液に含まれるその他の白金化学種の化学シフトはヘキサクロロ白金(IV)酸ナトリウムの化学シフトからの比率で報告される。

## 調製と反応
ヘキサクロロ白金(IV)酸ナトリウムは、王水に白金を溶かして得られたヘキサクロロ白金(IV)酸を塩化ナトリウムと反応させて乾かすことにより乾燥した塩として得られ、さまざまな白金錯体の調製における中間体として用いられる。。
Pt + 4 HNO
3 + 6 HCl → H
2[PtCl
6] + 4 NO
2 + 4 H
2O
H
2[PtCl
6] + 2 NaCl → Na
2[PtCl
6] + 2 HCl
この塩はアンモニウム塩へ転換したのちに熱分解させることにより金属白金として回収することができ、実験廃液からはこの方法で回収される。
Na
2[PtCl
6] + 2 NH
4Cl → (NH
4)
2[PtCl
6] + 2 NaCl
3 (NH
4)
2[PtCl
6] → 3 Pt + 2 N
2 + 2 NH
4Cl + 16 HCl
塩基とも反応し、たとえば水酸化ナトリウムと反応させると[Pt(OH)6]2−を生じる。

## 用途
ヘキサクロロ白金酸ナトリウムの1.2 MD
2O溶液は195Pt-NMRにおける化学シフト標準化合物としてもっとも一般的に用いられる。この塩は他の白金化合物にくらべて比較的安価で販売されており、溶解度も高く、スペクトルの素早い取得も可能であることからよく使われる。